# ドン・ドラモンド
ドン・ドラモンド（Don Drummond、1932年3月12日 - 1969年5月6日）は、ジャマイカ・キングストン生まれのトロンボーン奏者、作曲家。

## 来歴
スカタライツのオリジナル・メンバーの一人で、数多くの作品を手掛ける。アルファ・ボーイズ・スクールを卒業後、1950年代中頃からジャズのエリック・ディーンズ・オールスターズで音楽活動を開始し、スカの誕生に伴いスカタライツに参加。ジャマイカでもっともよく知られる名前になる。ジャズ・ピアニストのジョージ・シアリングは、彼を世界の5本の指に入るトロンボーン奏者と評している。
1964年には恋人であった、歌手でダンサーのアニタ・マルガリータ・マンフッドを殺害し、有罪を宣告されたが、彼は精神に異常がみられた。4年後の1969年まで精神病の施設で暮らした後に死亡。公式の死因は自殺だが、研究者は薬物療法による死を主張している。